# Piccola Orchestra Avion Travel
 (septembre 2019).
Si vous disposez d'ouvrages ou d'articles de référence ou si vous connaissez des sites web de qualité traitant du thème abordé ici, merci de compléter l'article en donnant les références utiles à sa vérifiabilité et en les liant à la section « Notes et références ».
Piccola Orchestra Avion Travel, ou plus communément Avion Travel, est un groupe de pop-jazz italien formé en 1980.

## Historique
Le groupe s'est formé à Caserte près de Naples sous l'impulsion de Mario Tronco. Le groupe porte le nom d'une agence de voyage située à Caserta. Le « petit orchestre Avion Travel » a commencé comme groupe de rock et a remporté un concours de musique rock à Sanremo en 1987. Au début des années 1990, le groupe a changé de genre et a publié Bellosguardo, le premier album de cette nouvelle phase. Par la suite, le groupe a signé un contrat d'enregistrement avec Sugar Music de Caterina Caselli. En 1993, l'album Opplà a connu un succès critique et a incité le groupe à intensifier ses activités en concert. Avec Finalmente fiori (1995), le groupe entre pour la première fois dans les charts. Ils ont notamment gagné le premier prix de musique du Festival de Sanremo en 2000 avec le titre Sentimento.
Pour un projet dédié à Nino Rota , sorti en 2009, le groupe a reçu la Targa Tenco (it) des interprètes en 2010.

Le guitariste Fausto Mesolella meurt d'une crise cardiaque le 30 mars 2017.

## Discographie
- 1987 : Sorpassando
- 1989 : Perdo tempo
- 1990 : Bellosguardo
- 1993 : Opplà
- 1995 : Finalmente fiori
- 1996 : Hotel paura e altre storie
- 1996 : La guerra vista dalla luna
- 1997 : Vivo di canzoni
- 1998 : Cirano
- 2000 : Selezione 1990-2000
- 2000 : Storie d’amore
- 2003 : Poco mossi gli altri bacini